# Phalaropus
Phalaropus es un género de aves caradriformes de la familia Scolopacidae, conocidos vulgarmente como falaropos o pollitos de mar. Incluye a tres especies que crían en las zonas templadas frías y árticas del hemisferio norte, e invernan en los mares del hemisferio sur. Se trata de una de las pocas especies que practica la poliandria como método reproductivo.

## Especies
Se reconocen las siguientes especies:
- Falaropo picogrueso - Phalaropus fulicarius (Linnaeus, 1758)
- Falaropo picofino - Phalaropus lobatus (Linnaeus, 1758)
- Falaropo tricolor - Phalaropus tricolor (Gmelin, 1819)